# Heimia apetala
Heimia apetala är en fackelblomsväxtart som först beskrevs av Spreng., och fick sitt nu gällande namn av S.A.Graham och Gandhi. Heimia apetala ingår i släktet Heimia och familjen fackelblomsväxter. Inga underarter finns listade i Catalogue of Life.